# 아우내 독립만세운동 기념공원
아우내 독립만세운동 기념공원은 충청남도 천안시 동남구 병천면 병천리에 있는 공원이다.

## 개요
호서지방 최대의 만세운동인 아우내독립만세운동을 기념하기 위해 1919년 4월 1일 당시 시위군중이 총칼로 무장한 헌병들과 맞서다 수없이 피흘렸던 헌병주재소가 있던 역사적 장소에 기념공원을 조성하였다. 선열들이 목숨을 걸고 독립을 위해 만세를 불렀던 그 자리에 이를 기념하고 상징하는 조형물을 세워 현재를 살아가는 우리에게 그날의 의미와 선열들의 숭고한 정신을 기리고 계승하는 살아있는역사 교육의 장으로 보존, 활용하고자 건립되었다.